# 紅海深潛
是一部2019年加拿大和美國合拍的間諜驚悚電影，由吉迪昂·拉夫執導和編劇。本片主演是基斯·伊雲斯，飾演一名以色列的莫薩德特工，負責開展一項秘密行動，協助猶太裔埃塞俄比亞難民逃往以色列的安全避難所。其他演員包括米高·K·威廉斯、海莉·班奈特、亞歷桑德羅·尼沃拉、麥可·俞斯曼、克里斯·查克、格雷戈·金尼爾和賓·京士利。
本片大約改編自1984年至1985年的摩西行動和約書亞行動，莫薩德利用一個位於蘇丹紅海沿岸的廢棄度假勝地「阿羅斯村」（Arous Village），將猶太裔埃塞俄比亞難民秘密撤離到以色列。
《紅海深潛》2019年7月28日在三藩市猶太電影節上首映，2019年7月31日在Netflix播放。

## 演員
- 基斯·伊雲斯 飾 Ari Levinson
- 米高·K·威廉斯 飾 Kebede Bimro
- 海莉·班奈特 飾 Rachel Reiter
- 麥可·俞斯曼 飾 Jacob 'Jake' Wolf
- 亞歷桑德羅·尼沃拉 飾 Sammy Navon
- 格雷戈·金尼爾 飾 Walton Bowen
- 賓·京士利 飾 Ethan Levin
- 亞歷克斯·哈索（英语：Alex Hassell） 飾 Max Rose
- 馬克·伊凡諾（英语：Mark Ivanir） 飾 Barack Isaacs
- 克里斯·查克（英语：Chris Chalk） 飾 Col. Abdel Ahmed
- 阿隆娜·塔爾（英语：Alona Tal） 飾 Sarah Levinson

## 書籍
- Gad Shimron，《Mossad Exodus: The Daring Undercover Rescue of the Lost Jewish Tribe》. Gefen 2007[2]

## 外部連結
- 互联网电影数据库（IMDb）上《紅海深潛》的资料（英文）
- 在Netflix上觀看《紅海深潛》